# Parthenos terentianus
Parthenos terentianus är en fjärilsart som beskrevs av Hans Fruhstorfer 1912. Parthenos terentianus ingår i släktet Parthenos och familjen praktfjärilar. Inga underarter finns listade i Catalogue of Life.